# Сатурн проти
Сатурн проти (італ. Saturno contro) — італійський фільм 2007 року, режисера Ферзана Озпетека.
Слоган: «Любов, друзі, назавжди» (італ. Gli amori, gli amici, per sempre).

## Сюжет
Це історія про кількох близьких друзів, які опиняються в ситуації раптової трагедії, яка призводить до смерті одного з них.
Гей-пара Давид і Лоренцо живуть разом і непогано ладять. Інша примітна сім'я — Анжеліка і Антоніо, у них дочка і син. Третя пара — Неваль і Роберто.
Родини збираються разом з друзями, обідають, обговорюють свої стосунки. Але життя є життя і всяке може трапитись …

## У ролях
- Стефано Аккорці — Антоніо Понтесіллі
- Маргеріта Бай — Анжеліка Понтесіллі
- П'єрфранческо Фавіно — Девід
- Серра Йілмаз — Неваль
- Енніо Фантастічіні — Сержіо
- Амбра Анджоліні — Роберта
- Лука Арджентеро — Лоренцо Маркетті
- Філіппо Тіми — Роберто
- Мікеланджело Томмазо — Пол

## Нагороди
- Давид ді Донателло: Найкраща акторка другого плану (Амбра Анджоліні)
- 4 премії Срібна стрічка Національного синдикату кіножурналістів Італії Нагороди: Найкращий сценарій (Ферзан Озпетек), Найкраща акторка другого плану (Амбра Анджоліні), Найкраща жіноча роль (Маргеріта Бай), Найкраща пісня (Neffa)
- Премія «Diamanti al Cinema», 2007, Італія — за чоловічу роль (Лука Арджентеро)